# Баћевац
Баћевац је насеље у општини Барајево у Граду Београду. Према попису из 2022. било је 2044 становника.
Овде се налази Црква Свете Тројице у Баћевцу.

Овде се налазе Зорнића кућа, Запис храст код дома (Баћевац), Запис Дрењанина орах (Баћевац), Запис Дрењанина крушка (Баћевац), Запис крушка код цркве (Баћевац), Запис Гајића јабука (Баћевац), Запис Стевановића храст 1920 (Баћевац), Запис Стевановића храст 1960 (Баћевац) и Запис Стевановића храст 1800 (Баћевац).

## Демографија
У насељу Баћевац живи 1338 пунолетних становника, а просечна старост становништва износи 43,0 година (41,5 код мушкараца и 44,6 код жена). У насељу има 561 домаћинство, а просечан број чланова по домаћинству је 2,89.
Ово насеље је у великим делом насељено Србима (према попису из 2002. године), а у последња три пописа, примећен је пораст у броју становника.
|  |

| Демографија | Демографија | Демографија |
| Година      | Становника  | Становника  |
| ----------- | ----------- | ----------- |
| 1948.       | 1.067       |             |
| 1953.       | 1.110       |             |
| 1961.       | 1.031       |             |
| 1971.       | 971         |             |
| 1981.       | 1.092       |             |
| 1991.       | 1.220       | 1.191       |
| 2002.       | 1.624       | 1.685       |
| 2011.       | 1.942       |             |

| Етнички састав према попису из 2002.‍ | Етнички састав према попису из 2002.‍ | Етнички састав према попису из 2002.‍ | Етнички састав према попису из 2002.‍ | Етнички састав према попису из 2002.‍ |
| ------------------------------------ | ------------------------------------ | ------------------------------------ | ------------------------------------ | ------------------------------------ |
|                                      |                                      |                                      |                                      |                                      |
| Срби                                 | Срби                                 |                                      | 1.556                                | 95,81%                               |
| Црногорци                            | Црногорци                            |                                      | 14                                   | 0,86%                                |
| Хрвати                               | Хрвати                               |                                      | 6                                    | 0,36%                                |
| Македонци                            | Македонци                            |                                      | 6                                    | 0,36%                                |
| Муслимани                            | Муслимани                            |                                      | 2                                    | 0,12%                                |
| Руси                                 | Руси                                 |                                      | 1                                    | 0,06%                                |
| Румуни                               | Румуни                               |                                      | 1                                    | 0,06%                                |
| Мађари                               | Мађари                               |                                      | 1                                    | 0,06%                                |
| Бугари                               | Бугари                               |                                      | 1                                    | 0,06%                                |
| Југословени                          | Југословени                          |                                      | 1                                    | 0,06%                                |
| непознато                            | непознато                            |                                      | 27                                   | 1,66%                                |

| Година пописа     | 1948. | 1953. | 1961. | 1971. | 1981. | 1991. | 2002. |
| ----------------- | ----- | ----- | ----- | ----- | ----- | ----- | ----- |
| Број домаћинстава | 261   | 262   | 294   | 287   | 331   | 379   | 561   |

| Број чланова      | 1   | 2   | 3  | 4   | 5  | 6  | 7  | 8 | 9 | 10 и више | Просек |
| ----------------- | --- | --- | -- | --- | -- | -- | -- | - | - | --------- | ------ |
| Број домаћинстава | 127 | 146 | 91 | 107 | 53 | 24 | 10 | 2 | 1 | 0         | 2,89   |

| Пол    | Укупно | Неожењен/Неудата | Ожењен/Удата | Удовац/Удовица | Разведен/Разведена | Непознато |
| ------ | ------ | ---------------- | ------------ | -------------- | ------------------ | --------- |
| Мушки  | 714    | 213              | 431          | 39             | 28                 | 3         |
| Женски | 700    | 126              | 420          | 127            | 27                 | 0         |
| УКУПНО | 1.414  | 339              | 851          | 166            | 55                 | 3         |

| Пол    | Укупно                    | Пољопривреда, лов и шумарство | Рибарство                            | Вађење руде и камена | Прерађивачка индустрија       |
| ------ | ------------------------- | ----------------------------- | ------------------------------------ | -------------------- | ----------------------------- |
| Мушки  | 324                       | 49                            | 0                                    | 2                    | 75                            |
| Женски | 186                       | 26                            | 0                                    | 0                    | 26                            |
| УКУПНО | 510                       | 75                            | 0                                    | 2                    | 101                           |
| Пол    | Производња и снабдевање   | Грађевинарство                | Трговина                             | Хотели и ресторани   | Саобраћај, складиштење и везе |
| Мушки  | 12                        | 26                            | 52                                   | 5                    | 41                            |
| Женски | 5                         | 3                             | 47                                   | 7                    | 2                             |
| УКУПНО | 17                        | 29                            | 99                                   | 12                   | 43                            |
| Пол    | Финансијско посредовање   | Некретнине                    | Државна управа и одбрана             | Образовање           | Здравствени и социјални рад   |
| Мушки  | 2                         | 6                             | 8                                    | 12                   | 4                             |
| Женски | 5                         | 6                             | 10                                   | 13                   | 24                            |
| УКУПНО | 7                         | 12                            | 18                                   | 25                   | 28                            |
| Пол    | Остале услужне активности | Приватна домаћинства          | Екстериторијалне организације и тела | Непознато            | Непознато                     |
| Мушки  | 20                        | 0                             | 0                                    | 10                   | 10                            |
| Женски | 7                         | 1                             | 0                                    | 4                    | 4                             |
| УКУПНО | 27                        | 1                             | 0                                    | 14                   | 14                            |